# Warszawski Bank Spółdzielczy
Warszawski Bank Spółdzielczy, WBS Bank – bank spółdzielczy z siedzibą w Warszawie, województwie mazowieckim, w Polsce. Bank zrzeszony jest w Grupie Banku Polskiej Spółdzielczości S.A. Jedyny obecnie działający bank spółdzielczy z siedzibą w Warszawie.

## Historia

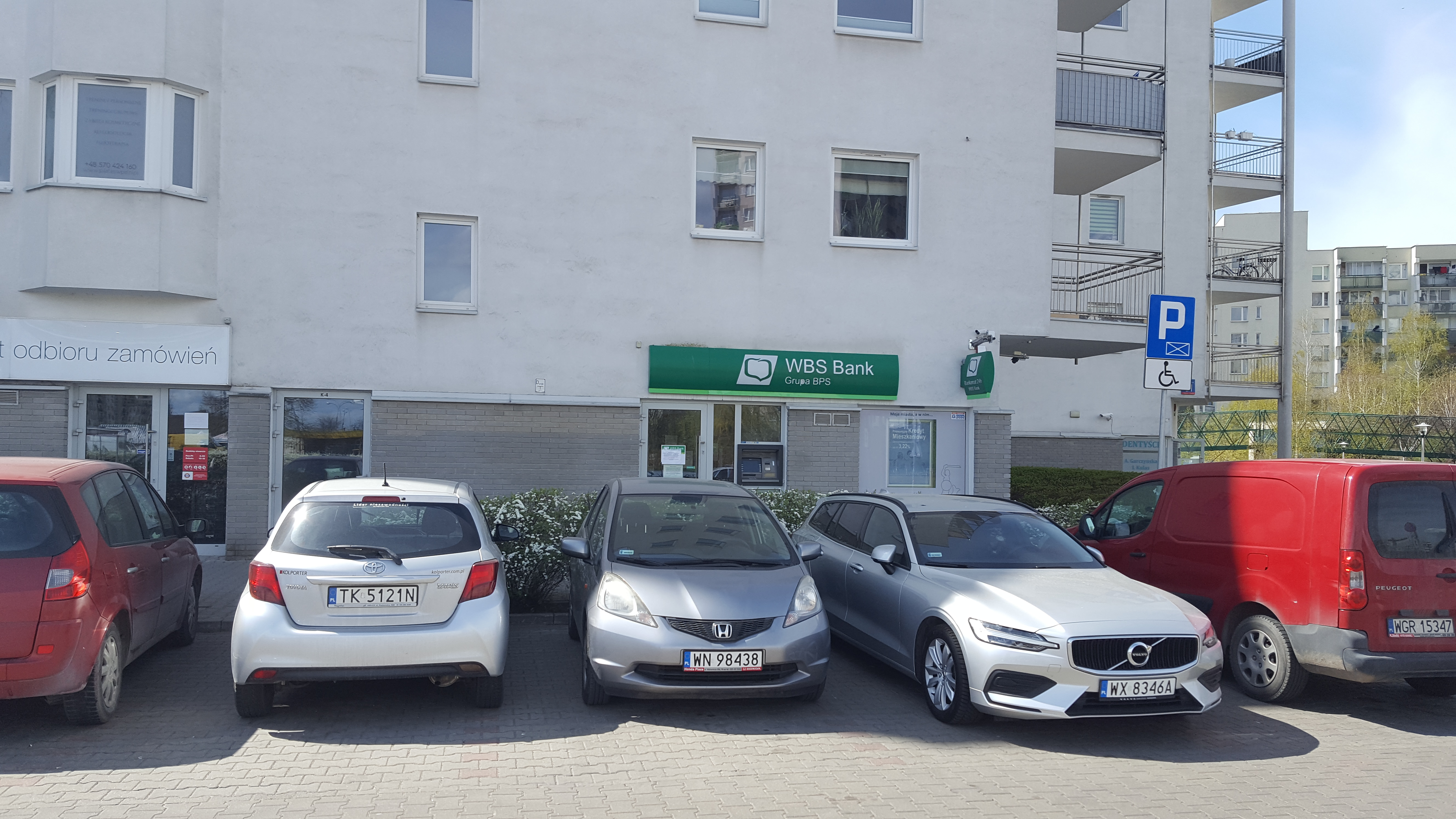
Placówka banku w Warszawie (2020)

W 1925 powstał "Kredyt Ogrodniczy" spółdzielnia z ograniczoną odpowiedzialnością. Spółdzielnia zrzeszała głównie warszawskich ogrodników. Wśród jej inicjatorów byli m.in. Marceli Różański, Artur Machlejd i Aleksander Girdwoyń. Pierwsza siedziba instytucji mieściła się przy ul. Kopernika 30, a kolejna przy al. Jerozolimskich 49 (później 55).
16 kwietnia 1943 zmieniono nazwę na Spółdzielczy Bank Ogrodniczy z ograniczoną odpowiedzialnością w Warszawie. W październiku 1944, ze względu na działania wojenne, bank został ewakuowany do Grodziska Mazowieckiego, gdzie wprowadził się do siedziby tamtejszego banku spółdzielczego. Do Warszawy Spółdzielczy Bank Ogrodniczy powrócił w kwietniu 1945, po odgruzowaniu swojej siedziby.
Nastanie komunizmu to okres ograniczenia suwerenności banków spółdzielczych. W 1950 reforma bankowa wymusiła zmianę nazwy na Gminna Kasa Spółdzielcza w Warszawie. W 1956 po raz kolejny zmieniono nazwę na Kasa Spółdzielcza w Warszawie. W 1964 przywrócono nazwę Spółdzielczy Bank Ogrodniczy. W 1973 oddano do użytku nową siedzibę banku przy ul. Racławickiej 10.
Po upadku komunizmu w Polsce i wprowadzeniu do prawa bankowego rozwiązań wolnorynkowych, nastąpił rozwój Spółdzielczego Banku Ogrodniczego. Bank został akcjonariuszem Mazowieckiego Banku Regionalnego, nabył Bank Spółdzielczy w Radzyminie oraz przyłączył Bank Spółdzielczy w Kampinosie. Nastąpił również rozwój sieci placówek banku oraz w 2008 powstała nowa siedziba centrali banku przy ul. Fieldorfa 5A. 
W 2010 ze względów marketingowych postanowiono zmienić nazwę banku na obecną. Podkreślano, że poprzednia nazwa Spółdzielczy Bank Ogrodniczy nie oddawała już charakteru banku, który nie był już bankiem branży ogrodniczej. W tym okresie bank zrzeszył się w Grupie Banku Polskiej Spółdzielczości S.A.
Placówki banku znajdują się w Warszawie i na terenie województwa mazowieckiego.